# Marazliivka (Dyviziya)
Marazliivka  (ucraniano: Маразліївка) es una localidad del Raión de Bilhorod-Dnistrovskyi en el Óblast de Odesa de Ucrania. Según el censo de 2001, tiene una población de 329 habitantes.